# Gran Premio Fred Mengoni 2005
Il Gran Premio Fred Mengoni 2005, quarta edizione della corsa e valida come evento dell'UCI Europe Tour 2005 categoria 1.1, si svolse il 9 agosto 2005 su un percorso di 203,8 km. Fu vinto dall'italiano Luca Mazzanti che terminò la gara in 5h14'25", alla media di 38,891 km/h.
Partenza con 152 ciclisti, dei quali 66 portarono a termine il percorso.

## Ordine d'arrivo (Top 10)
| Pos. | Corridore            | Squadra       | Tempo    |
| ---- | -------------------- | ------------- | -------- |
| 1    | Luca Mazzanti        | Panaria       | 5h14'25" |
| 2    | Francesco Failli     | Naturino      | a 2"     |
| 3    | Lorenzo Bernucci     | Fassa Bortolo | s.t.     |
| 4    | Paolo Bailetti       | Androni-3CGC  | a 5"     |
| 5    | Danilo Di Luca       | Liquigas      | s.t.     |
| 6    | Paolo Tiralongo      | Panaria       | s.t.     |
| 7    | Fortunato Baliani    | Panaria       | s.t.     |
| 8    | Massimiliano Gentili | Naturino      | s.t.     |
| 9    | Emanuele Sella       | Panaria       | s.t.     |
| 10   | Manuel Calvente      | Team CSC      | s.t.     |